# Theurgus zimini
Theurgus zimini är en tvåvingeart som beskrevs av Richter 1966. Theurgus zimini ingår i släktet Theurgus och familjen rovflugor. Inga underarter finns listade i Catalogue of Life.